# Aimée Rapin

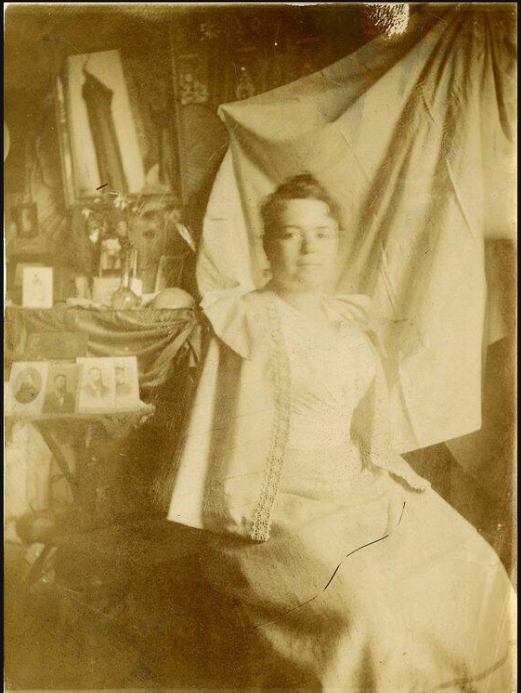
Ca. 1920

Aimée Rapin (* 14. Dezember 1868 in Payerne; † 8. Mai 1956 in Genf) war eine Schweizer Künstlerin.

## Leben
Aimée Rapin war die Schwester des Politikers Oscar Rapin. Sie nahm bei Théophile Bischoff, Henri Hébert, Hugues Bovy und Barthélemy Menn Malunterricht und fiel bei der Pariser Weltausstellung 1889 auf, worauf sie durch Europa und Nordafrika reiste. 1887 war sie Gründungsmitglied der Société de secours entre artistes et amis des beaux-arts in Genf. Ihr „Werk umfasst rund 3'000 Porträts, Akte, Stillleben und Landschaften (v. a. Pastellbilder)“.
Rapin ist ohne Hände zur Welt gekommen und malte ihre Bilder mit den Füssen. Sie wurde die Lebensgefährtin des armenischen Komponisten und Pianisten Stéphan Elmas, nachdem dieser sich im Jahr 1908 in Genf ansiedelte. Beide sind auf dem Cimetière des Rois begraben, der als Genfer Pantheon gilt.